# Герда, Душан
Душан Герда (словац. Dušan Herda, родился 15 июля 1951 в Яцовце) — чехословацкий футболист, чемпион Европы 1976 года. Брат Петера Герды, чехословацкого футболиста; земляк Ладислава Юркемика. Чемпион Европы среди молодежи 1972.

## Карьера

### Клубная
Cловак по происхождению. В пражскую «Славию» Душан пришёл в возрасте 17 лет из «Топольчан», с 1968 по 1980 годы выступал за эту команду, провёл 241 матч и забил 68 голов в чемпионате. В течение второй половины своего времени играл вместе с младшим братом Петером, который был плеймейкером в команде. Выиграл Кубок Чехсловакии в 1974 году. Карьеру завершал в пражских клубах «Дукла» и «Богемианс 1905».

### В сборной
В молодёжной сборной Душан стал чемпионом Европы 1972 года. В основной сборной Душан сыграл всего 2 матча в 1972 году против Польши и ФРГ. Числился в заявке на чемпионат Европы 1976 года, на котором Чехословакия одержала победу и завоевала титул чемпиона континента. Играл в олимпийской сборной, в квалификации помог ей выйти в финальную часть олимпийского турнира 1980 года.